# Acanthocinus elegans
Acanthocinus elegans är en skalbaggsart som beskrevs av Ludwig Ganglbauer 1884. Acanthocinus elegans ingår i släktet Acanthocinus och familjen långhorningar.
Artens utbredningsområde är Iran. Inga underarter finns listade i Catalogue of Life.